# Léopold Simoneau
Léopold Simoneau, CC, CQ (* 3. Mai 1916 in Saint-Flavien, Québec; † 24. August 2006 in Victoria, British Columbia) war ein kanadischer Opern- und Konzertsänger (lyrischer Tenor).

## Leben
Simoneau sang zunächst im Kirchenchor, bevor er 1939 begann, Gesangsunterricht zu nehmen. 1941 wechselte er nach Montreal zu dem Gesangslehrer Salvator Issaurel, in dessen Klasse er auch seine spätere Frau kennenlernte, die Sopranistin Pierrette Alarie (1921–2011), die er 1946 heiratete.
1941 hatte er seinen ersten Bühnenauftritt in Lakmé an den Variétés Lyriques, wo er in den Folgejahren regelmäßig auftrat, meist an der Seite von Alarie. Daneben wurden erste Konzerte im Radio übertragen. 1943 sang Simoneau in einer Aufführung von Le nozze di Figaro beim Montréal Festival unter Sir Thomas Beecham seine erste Mozart-Partie. Ab 1945 setzte er sein Studium in New York fort.
1949 ging der Tenor nach Europa, wo er von der Opéra-Comique in Paris aus den Kontinent eroberte, vor allem als gefeierter Mozart-Sänger: Er gastierte an der Mailänder Scala und der Wiener Staatsoper, sang regelmäßig bei den Festspielen in Glyndebourne, Aix-en-Provence und Edinburgh sowie 1956 (Don Giovanni) und 1959 (Die Zauberflöte) auch bei den Salzburger Festspielen. Dazu kamen Gastspiele in Nord- und Südamerika, unter anderem auch an der Metropolitan Opera in New York.
Neben seinen Opernpartien widmete er sich auch eingehend und mit großem Erfolg dem Liedgesang mit einem Schwerpunkt auf französischer Literatur. Nach einer Aufführung des Messias am 24. November 1970 zog er sich von der Bühne zurück.
Bereits 1963 hatte er parallel zu seiner Gesangskarriere zu unterrichten begonnen. Ab 1967 betätigte er sich daneben auch als Kulturpolitiker der Staatsregierung von Québec. 1971 war er einer der Gründer und der erste künstlerische Direktor der Opéra du Québec, gab den Posten aber nach nicht einmal einem Jahr wieder auf.
1972 zog die Familie nach Kalifornien, wo Simoneau ebenfalls intensiv unterrichtete, bevor sie 1982 wieder nach Kanada zurückkehrte, wo das Ehepaar Simoneau/Alarie die Canada Opera Piccola gründete und leitete.
Obwohl Simoneau vor allem als – bis heute Maßstäbe setzender – Mozart-Sänger mit untrüglichem Stilbewusstsein und großer Stimmschönheit galt, hatte er ein großes Repertoire von Händel bis Verdi und Strawinski. Seinen Rang als Sänger belegen bis heute zahlreiche Aufnahmen, viele davon zusammen mit seiner Ehefrau.

## Ehrungen
- Prix Archambault, 1944
- Prix de musique Calixa-Lavallée (1959, zusammen mit Alarie)
- Dr. Mus. h. c. (University of Ottawa), 1969; (Université Laval) 1973
- LLD h. c. (Brock University) 1971
- Officer of the Order of Canada, 1971
- Officier de l’Ordre des Arts et des Lettres (1990)
- Companion of the Order of Canada (1995)
- Chevalier de l’Ordre national du Québec (1997)

## Diskografie (Auszug)
- 'The Ultimate Collection' (10 CDs)[1][2]